# Nina Gennadjewna Wislowa

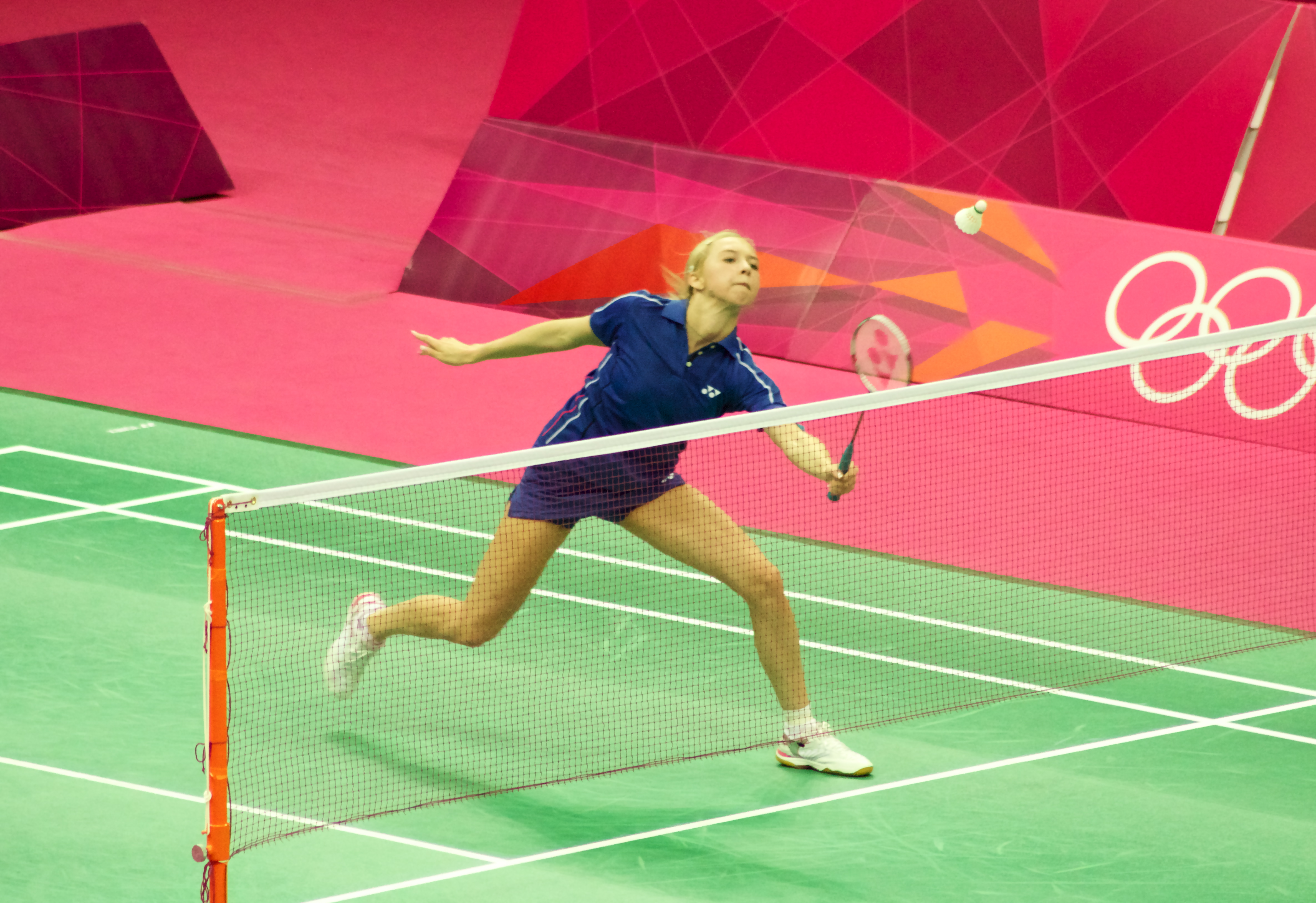
Nina Wislowa 2012

Nina Gennadjewna Wislowa (russisch Нина Геннадьевна Вислова, englische Transkription Nina Vislova; * 4. Oktober 1986 in Moskau, UdSSR) ist eine russische Badmintonspielerin.

## Karriere
Nina Wislowa ist eine der erfolgreichsten russischen Badmintonspielerinnen. Sie erkämpfte den bisher einzigen Europameistertitel in Badminton für Russland gemeinsam mit Walerija Sorokina im Damendoppel. Weitere internationale Titel gewann sie unter anderem in Schottland, den USA, Wales, Schweden, Belgien, Finnland und Italien. 2012 gewannen beide das Damendoppel bei den Russia Open. 2013 konnte sie Siege bei den Swiss International feiern. Bei den Olympischen Spielen 2012 in London gewann sie gemeinsam mit Walerija Sorokina im Doppel die Bronzemedaille. 2015 gewann sie mit ihrer Partnerin Anastasia Chervyakova das Damendoppel bei den Swedish Masters.

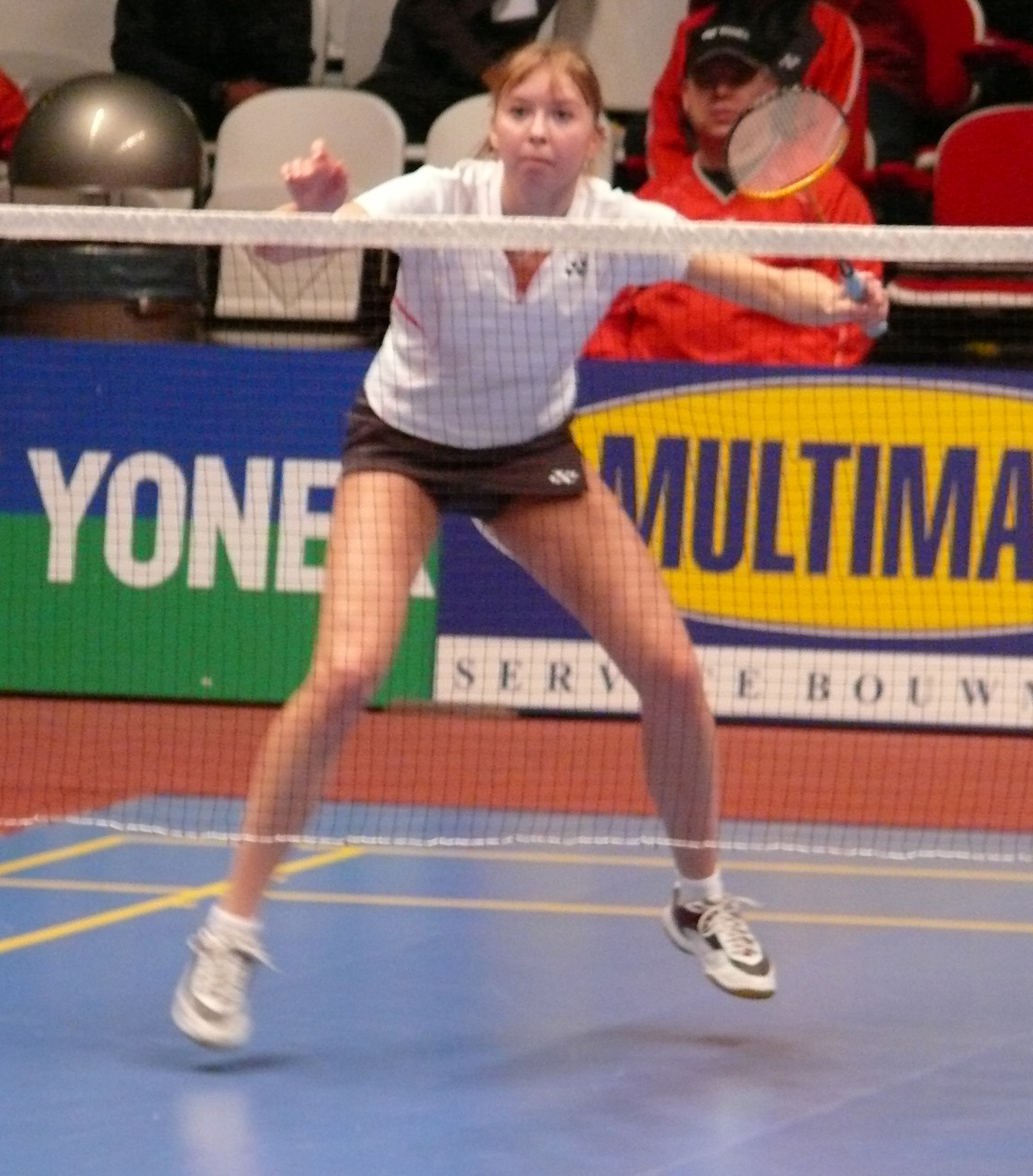
Nina Vislova (RUS)